# 取り替え子

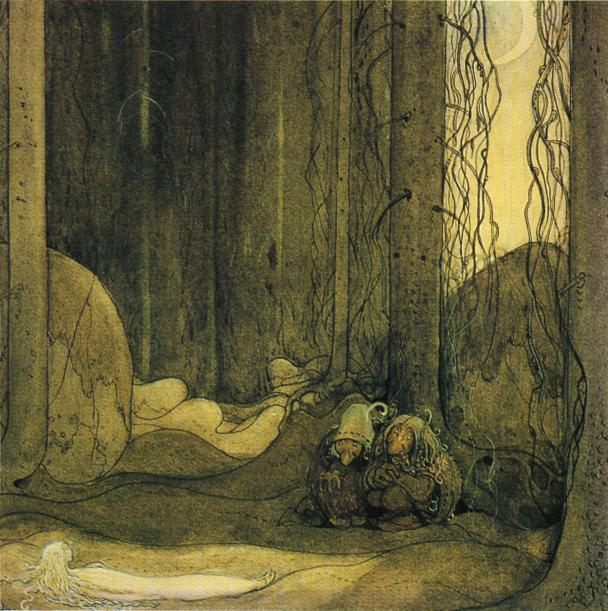
トロールとさらわれた人間の子。ヨン・バウエル画、1913年

取り替え子 （とりかえこ、英語: changeling）とは、ヨーロッパの伝承で、人間の子どもがひそかに連れ去られたとき、その子のかわりに置き去りにされるフェアリー・エルフ・トロールなどの子のことを指す。時には連れ去られた子どものことも指す。またストック(stock)あるいはフェッチ(fetch「そっくりさん」)と呼ばれる、魔法をかけられた木のかけらが残され、それはたちまち弱って死んでしまうこともあったと言う。このようなことをする動機は、人間の子を召使いにしたい、人間の子を可愛がりたいという望み、また悪意であるとされた。

## 取り替え子の検証
取り替え子は、彼らのしなびた外観、旺盛な食欲、手のつけられないかんしゃく、歩行できないこと、不愉快な性格によって識別された。中世の年代記は、フェアリーについての民俗伝承の断片として知られる最古のものの一つを、この例として記載している。
一部の伝承によると、取り替え子は人間の子供より知能がはるかに優れていたことから、見破ることは可能であった。ある時取り替え子であることが見破られると、その子の両親が子供を連れ戻しにやってきた。グリム兄弟の民話の一つでは、我が子が取り替え子にすり替えられたのではと疑った女が、木の実の殻の中でビールを醸し始めた。取り替え子はうなった。『おいらは森の中のオークの木と同じくらいの年だけれど、木の実の殻の中でビールを醸すなんて見たことがない』そういうと、彼はたちまち消え失せた。

## 取り替え子の目的
一部の人々は、トロールは洗礼前の幼い子供をさらうと信じていた。また、人間の中でも美しい子供と若い女性、特に金髪の持ち主は、フェアリーに好まれるとされた。
スコットランドの民俗伝承では、子供は地獄へ十分の一税として献上される妖精の子の身代わりに取り替えられたという。これは、『タム・リン』というバラッドからよく知られている。
一部の民俗学者はフェアリーが多神教時代のヨーロッパの住人で、侵略を受けて地下へ隠れたと信じている。それによると、実際に取り替え子を引き起こした人々は、自分たちのひ弱な子供の代わりに、侵略者である人間の健康な子と取り替えたとの事。

## 中世民俗伝承の取り替え子

### スカンディナヴィア
スカンディナヴィア民俗伝承によると妖精は鋼を恐れるので、スカンディナヴィア諸国の親たちはしばしば洗礼前の子供の揺りかごの上に一対のハサミやナイフをそっとしのばせていた。もしそのような手だてにもかかわらず子供がさらわれてしまった場合、両親が取り替え子を冷酷に扱うことで子供を取り返すことが出来ると信じられており、そのために、鞭で打ったり熱いオーブンの中に入れたりするような方法が取られた。少なくとも一つの例では、ある女がオーヴンの中で実子を焼死させてしまい裁判沙汰になった。

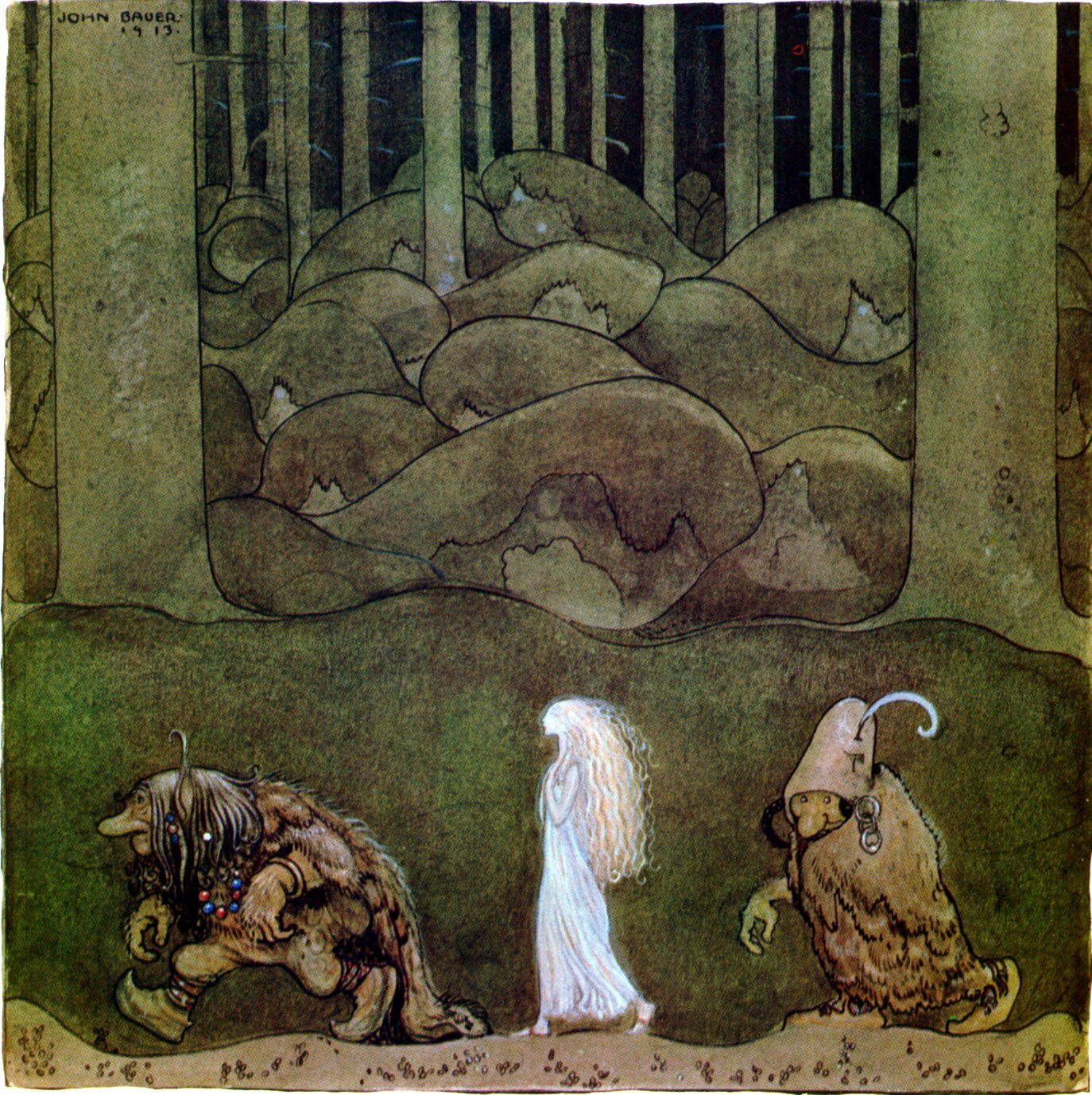
ヨン・バウエルによる絵。人間の少女を育てる2匹のトロール

スウェーデンでの取り替え子の物語には、トロールの子供が人間の農場で育ち、人間の子供がトロールの元で育ったというものがある。誰もが人間の母親に、トロールにもう一度子供を取り返させるために、取り替え子に辛く当たるよう忠告した。しかし女は、人間の子としては適応出来ないものの罪のないトロールの子をそのように扱う事を拒み、我が子であるかのように扱った。結局、彼女の夫はこれ以上トロールの子供を養うことはできないと、妻と別れることにした。妻は取り乱したが、たとえトロールであっても無実の子を捨てることなどできなかったため、夫が去ることを許した。夫が遠く離れた森の中を歩いていくと、実の息子と出会い、彼からトロールから解放されたと聞かされた。トロールが人間にひどい扱いをされそうになる度に、彼のトロールの母は人間がトロールを扱うように彼を扱おうとした。しかし彼の母親が最も愛しい夫を犠牲にしたとき、トロールの母親は、彼らの支配力が人間の母親に及ばず、子を解放せざるをえないことを悟ったのである。  
別のスウェーデンの妖精話がある。人間のお姫さまが誘拐され、トロールの母親の願いに反してトロールの娘と取り替えられた。取り替え子は新たな両親のもとで育ち、どちらも若く美しい女性になったが、どちらの親も馴染ませるのに大変苦労をした。人間の少女はトロールの王子で未来の花婿を忌み嫌った。またトロールの少女は、自分の生活と退屈な未来の花婿に飽き飽きしていた。偶然の巡り合わせで、少女たちは森へ迷い込み、互いに見知ることなくすれ違って、互いの生活を覆すこととなった。お姫さまが城へやってくると、王妃は一目で娘だとわかり、トロールの少女は自分がそうするように大声で吼えるトロールの女を見つけた。トロールの少女は、トロール女が今まで見たどんな人間よりもおもしろいと思い飛び出し、トロールの母親は実の娘の帰還が真実とわかって喜んだ。少女はどちらも同じ日に結婚式を挙げた。

### ウェールズ
ウェールズでは、取り替え子（plentyn newid）は初めは取り替えられた者に似ているが、成長するにつれて病的な顔つきになり、不格好で気難しく、叫んだり噛み付いたりなどして、次第に容姿や振る舞いが醜くなっていくとされた。取り替え子は、同じ年頃の人間の子供よりも決して賢くはなく、むしろ子供っぽい知恵とずるさによって正体を見破られてしまう。
取り替え子の判別をする一般的なやり方として、家族の食事を卵の殻の中で調理するというものがある。子供は『おいらはカシの木の前から木の実を見てきたけど、こんなことをするのをみたことがない』と叫び、消えてしまい、そこには取り替えられた元の人間の子供がいるだけなのである。もう一つの方法としては、この見分け方を行った後に、子供をシャベルの上に乗せ、火の上にかざして熱いオーブンの中に置いたり、またはジギタリスを煎じた風呂に入れるなどの虐待をする必要がある。

### アイルランド
アイルランドでは、赤ん坊をうらやましそうに見ると妖精の力が赤ん坊に及び、赤ん坊が危険にさらされるために危ないとされていた。過度に賞賛されたり、うらやまれたりする者は、祝福を受けていても危険だった。頑丈な身体と美しさを備えた者は特に危険であり、女性は特に異世界との境で危険にさらされた。妖精の国で新しい花嫁にされたり、妖精の新しい母親にされたりしたのである。
取り替え子を火にくべると、それは煙突から飛び上がって行き、人間の子供が帰されたという。しかし少なくとも、取り替え子といた人間の母親が、「他の妖精は自分の子を人の子と取り替えてしまったけど、自分は自分の子供が欲しいから」と言って、子供を帰しにやってくる妖精の母親を見つける物語が一つある。幼児がしゃべって驚かされる話（卵の殻の中でビールを醸す）は、アイルランドやウェールズで伝えられている。

### スコットランド
民俗学者フランシス・ジェームズ・チャイルドのバラッドコレクション（en:Child ballads 40）に収められているThe Queen of Elfan's Nouriceは、フェアリーの子の母となるよう略奪された人間の母親を描いたもので、取り替え子の民間伝承が元になっている。断片的ではあるが、母親の嘆きや、エルフ国の女王が、女王の子が歩けるようになるまで養育すれば、彼女を実の子の元へ帰してやると約束するといった内容が含まれている。

## 歴史的記録に残る取り替え子
取り替え子と誤解されたことで、虐待されたり殺されたりした者もいた。取り替え子の存在を信じていたことから起きた2件のヴィクトリア朝期の事件がある。
1826年、アン・ロシュは4歳になる言葉と足の不自由なマイケル・リーヒーを、繰り返しフレスクの風呂に入れ、3度目にとうとう溺死させてしまった。彼女はマイケルからフェアリーを追い出そうとしただけだと誓ったため、法廷で無罪となった。　
1890年代、ブリジェット・クリアリーは病に数日伏せった後（おそらく肺炎であったという）、夫といとこを含む数名によって殺されたが、殺人者らは自分たちが殺したのは取り替え子であり、ブリジェット・クリアリーではないと主張した。地元の語り部ジャック・ダンは、ブリジェットが妖精の取り替え子であると告発したが、彼らが実際信じていたかどうかは議論の的である。彼女の夫マイケルが興奮状態の発作を起こしてブリジェットを殺した後、彼が『妖精からの防衛』をでっちあげたのだと、多くの人々は信じた。

## 他国の取り替え子
『オグバンジェ』（Ogbanje）は、ナイジェリア東部のイグボ族の間で言われる『やってきて去っていく子供』を意味する言葉である。
ある女は子供を多く産んだが、子供たちは未熟児で生まれたり、幼いまま死んだりした。土着崇拝では、悪意のある精霊の仕業だとみなされた。悩み苦しむ母親に苦しみを幾度も与えるため生まれ変わるというのである。最も一般的だったので禁止された方法の一つは、死んだ子供の霊は死の世界と邪な精霊を結ぶので、埋葬された遺体を見つけ、それを粉々にしてしまうというものである。
多くの学者たちは、現在はオグバンジェの物語は鎌状赤血球症をもつ子供たちに死を説明しようとするものだと信じられている。この病気は西アフリカに流行し、人口の四分の一前後がさいなまれている。今日さえ、特に医療手段の欠けているアフリカ地域では、幼い内に死ぬことは、過酷な鎌状赤血球症をもって生まれた子供にとってありふれたことなのである。
ヨーロッパの取り替え子とイグボ族のオグバンジェの間には、英語のChangelingを翻訳してイグボ族のものとしたのではないかと思えるほど、同一性がある。

## 現代の取り替え子

### 神経学上の相違
多くの取り替え子の伝説の陰には、現実にはしばしば奇形児や知的障害児の誕生があった。多種多様な取り替え子の記述は、多くの病の症状、二分脊椎症、嚢胞性線維症、フェニルケトン尿症、プロジェリア症候群、ウィリアムズ症候群、ハーラー症候群、ハンター症候群、脳性麻痺と合致する。男児の出生欠陥の大半の傾向は、男の赤ん坊の方がより連れ去られそうに思われていたという迷信と関連づけられる。
記載があるように、取り替え子伝承は正常に成長しない子供たちの特異性を説明するために、発展し、少なくとも用いられてきたと仮説されてきた。おそらく、成長の遅れや異常のある症状も多種に含まれていただろう。特に、自閉症児は取り替え子や、その不可思議さや時に説明しがたい振る舞いから、エルフの子というレッテルを貼られがちであった。これは自閉症文化で見受けられる。一部の高い知能を持つ自閉症の大人は、取り替え子と同一視されてきた（またはエイリアンのような交換者）。この理由からと、自分の世界の中で彼ら自身の感情が、周りの普通の生き物には自分たちは属せず、実質的に同じようになれないのだ、と感じるようになった。

### 発育不全
幼児の発育不全を伴う診断には、取り替え子の記載と符合する育児放棄の歴史がない。これが診断を圧迫することとなり、人は発育不全児の影響外でおこった事において、どのように見ることもたやすいことだった。

### 文化における取り替え子
- 盗まれた子供 - ウィリアム・バトラー・イェイツの詩。
- 折れた魔剣 - ポール・アンダースンの児童文学作品。
- 『取り替え子』 - 大江健三郎の小説。

## 参照
ウィリアム・シェイクスピアの劇作『真夏の夜の夢』では、妖精王オーベロンとタイターニアが取り替え子の少年をどちらの子とするかでケンカをする。